# Hrastina
 Hrastina  falu Horvátországban Zágráb megyében. Közigazgatásilag Marija Goricához tartozik.

## Fekvése
Zágrábtól 22 km-re északnyugatra, községközpontjától  1 km-re délkeletre fekszik. 

## Története
A régészeti leletek tanúsága szerint ezen a vidéken már az újkőkorban éltek emberek. A Hrastinához tartozó Škribula-hegyen egy mintegy hatezer éves, fúrással és köszörüléssel készített kőbaltát találtak, melyet a kőkor embere sokféle művelethez használt.
A falunak 1857-ben 136, 1910-ben 257 lakosa volt. Trianon előtt Zágráb vármegye Zágrábi járásához tartozott. 2011-ben 179 lakosa volt.

## Lakosság
| Lakosság változása | Lakosság változása | Lakosság változása | Lakosság változása | Lakosság változása | Lakosság változása | Lakosság változása | Lakosság változása | Lakosság változása | Lakosság változása | Lakosság változása | Lakosság változása | Lakosság változása | Lakosság változása | Lakosság változása | Lakosság változása |
| ------------------ | ------------------ | ------------------ | ------------------ | ------------------ | ------------------ | ------------------ | ------------------ | ------------------ | ------------------ | ------------------ | ------------------ | ------------------ | ------------------ | ------------------ | ------------------ |
| 1857               | 1869               | 1880               | 1890               | 1900               | 1910               | 1921               | 1931               | 1948               | 1953               | 1961               | 1971               | 1981               | 1991               | 2001               | 2011               |
| 136                | 156                | 184                | 175                | 219                | 257                | 234                | 225                | 242                | 263                | 224                | 182                | 153                | 148                | 157                | 179                |

## Külső hivatkozások
Marija Gorica község hivatalos oldala